# ينس-كريستيان سورينسن
ينس-كريستيان سورينسن (بالدنماركية: Jens-Kristian Sørensen)‏ هو لاعب كرة قدم دنماركي في مركز الدفاع، ولد في 21 مارس 1987 في آلبورغ في الدنمارك. شارك مع منتخب الدنمارك تحت 19 سنة لكرة القدم ومنتخب الدنمارك تحت 21 سنة لكرة القدم. أما مع النوادي، فقد لعب مع نادي فيبورج.

## وصلات خارجية
- ينس-كريستيان سورينسن على موقع قاعدة بيانات كرة القدم.إي يو (الإنجليزية)